# Arcidiocesi di Sergiopoli
L'arcidiocesi di Sergiopoli (in latino Archidioecesis Sergiopolitana) è una sede soppressa del patriarcato di Antiochia e una sede titolare della Chiesa cattolica.

## Storia
Sergiopoli, l'antica Rosafa, le cui rovine sorgono nel deserto siriano, a soli 35 km a sud dell'Eufrate, è l'antica sede metropolitana della provincia romana della Siria Eufratense nella diocesi civile d'Oriente e nel patriarcato di Antiochia.
Il suo nome deriva dal santo e martire Sergio, morto nel 303 durante la persecuzione ai tempi dell'imperatore Diocleziano.
Inizialmente suffraganea dell'arcidiocesi di Gerapoli, fu elevata al rango di sede metropolitana dall'imperatore Anastasio I (491-518), che le cambiò il nome da Rosafa a Sergiopoli; nel concilio ecumenico del 553 il suo vescovo Abramo si firma come episcopus Sergioupoleos metropolitanae civitatis.
Nella Notitia antiochena, attribuita al patriarca Anastasio I nella seconda metà del VI secolo, Sergiopoli occupa l'11º posto fra le metropolie del patriarcato di Antiochia, con 5 diocesi suffraganee: Zenobia, Orizone, Serigene, Orogizo (o Ragizo o Orthalea) e Agrippia.
Il primo vescovo di quest'antica sede è Mariano (o Mariniano o Marino), ordinato illecitamente da Giovanni di Antiochia verso il 434; assistette al sinodo di Antiochia del 445 e si fece rappresentare al concilio di Calcedonia del 451 dal metropolita Stefano di Gerapoli. Nel gennaio 524 Giustino I inviò un'ambasciata presso il sovrano arabo Mounhir, di cui fece parte anche il metropolita Sergio di Sergiopoli; un'iscrizione ha restituito il nome del vescovo Sergio, che potrebbe essere identificato con il vescovo del 524, oppure potrebbe trattarsi di un omonimo. Il vescovo Candido fu deportato all'epoca dell'invasione del re persiano Cosroe nel 542. Il metropolita Abramo è ancora documentato nel 565, per la sua opposizione a un editto di Giustiniano I in favore dell'aftartodocetismo.
A Sergiopoli subì il martirio nel 628 circa il monaco Anastasio. Un vescovo di nome Simeone è menzionato nel 1093, indice della continuità di una presenza cristiana nella città dopo l'occupazione araba.
Dal XVIII secolo Sergiopoli è annoverata tra le sedi arcivescovili titolari della Chiesa cattolica; la sede è vacante dal 6 gennaio 1970.

## Cronotassi

### Vescovi e degli arcivescovi greci
- Mariano (o Mariniano o Marino) † (circa 434 - dopo il 451)
- Sergio † (menzionato nel 524)
- Candido † (prima del 540 - dopo il 542)
- Abramo † (prima del 553 - dopo il 565)
- Simeone † (menzionato nel 1093)

### Arcivescovi titolari
- Ján Gustíni-Zubrohlavský † (20 novembre 1762 - 29 novembre 1763 succeduto vescovo di Nitra)
- Eugenio Giovanni Battista Giuseppe Cerina, O.F.M. † (26 settembre 1803 - 30 maggio 1827 deceduto)
- Adrien-Hyppolyte Languillat, S.I. † (27 maggio 1856 - 29 novembre 1878 deceduto)
- Gaetano Blandini † (13 maggio 1881 - 2 febbraio 1885 succeduto vescovo di Agrigento)
- John Rooney † (29 gennaio 1886 - 26 febbraio 1926 deceduto)
- Hector-Raphaël Quilliet † (23 marzo 1928 - 26 novembre 1928 deceduto)
- François-Marie Kersuzan † (4 febbraio 1929 - 23 luglio 1935 deceduto)
- Adolfo Alejandro Nouel y Boba-Dilla † (11 ottobre 1935 - 26 giugno 1937 deceduto)
- Basilio Khouri (Khoury) † (15 ottobre 1938 - 21 novembre 1941 deceduto)
- Natale Gabriele Moriondo, O.P. † (1º giugno 1943 - 3 gennaio 1946 deceduto)
- Antonio Taffi † (14 maggio 1947 - 6 gennaio 1970 deceduto)